# NGC 3347C
NGC 3347C је спирална галаксија у сазвежђу Шмрк (Пумпа) која се налази на NGC листи објеката дубоког неба.
Деклинација објекта је - 36° 17' 19" а ректасцензија 10h 40m 53,8s. Привидна величина (магнитуда) објекта NGC 3347 износи 14,1 а фотографска магнитуда 14,8. NGC 3347C је још познат и под ознакама ESO 376-5, MCG -6-24-3, PGC 31797.